# Jeníkovice (Pardubice)
Jeníkovice é uma comuna checa localizada na região de Pardubice, distrito de Pardubice.